# 연무고속버스터미널
연무고속버스터미널은 충청남도 논산시 연무읍 안심로 143에 있는 고속버스 터미널이다. 금호고속에서 운영하며 단층 철근콘크리트 건물과 승하차장, 박차장 등을 갖추고 있다. 고속버스 전산망상의 터미널 번호는 380이다. 근처에 연무시외버스터미널이 있다. 인근에 육군훈련소 입영심사대가 있어 입영 장정들과 환송객들이 많이 찾는다.

## 운행 노선
- 2010년 5월 1일에 광주행 노선이 개설된 적이 있다.[1]
- 2018년 7월 18일에 부산 노선이 신설됐다. 서울호남 노선과 달리 논산에서 출발하여 연무대에서 중간 승하차한다.
- 2016년 4월 29일에 부천 노선이 신설됐다. 2018년 9월 1일에 부천에서 김포국제공항까지 연장되었으나, 2020년 1월에 폐지됐다.

| 운행 노선         | 운행업체 | 운행구간 | 운행구간 | 운행구간 | 경유지               | 배차 간격 | 시간표                                                                       |
| ----------------- | -------- | -------- | -------- | -------- | -------------------- | --------- | ---------------------------------------------------------------------------- |
| 연무대 ↔ 서울호남 | 금호고속 | 연무대   | ↔        | 서울호남 | 논산, 정안알밤휴게소 | 40분      | 첫차:06:00(연무 기준(월)) 첫차:06:30(연무 기준(화~일)) 막차:22:00(연무 기준) |
| 연무대 ↔ 부산     | 한일고속 | 연무대   | ↔        | 부산     | 무정차               | 4회       | 07:45, 11:15, 15:45, 18:45                                                   |

## 같이 보기
- 논산고속버스터미널
- 논산시외버스터미널
- 연무시외버스터미널
- 강경시외버스터미널